# Фрактура

Фрактура (нім. Fraktur — надлам, злам) — пізній (XVII–XVIII ст.) різновид готичного письма. 
Готичний книжковий шрифт. Широко вживався в Німеччині до початку XX ст.